# 日本産業機械工業会
一般社団法人日本産業機械工業会（にほんさんぎょうきかいこうぎょうかい、略称：JSIM、英語表記：The Japan Society of Industrial Machinery Manufacturers）は、日本の産業機械製造企業をおもに会員とする業界団体。

## 所在地
〒105-0011　東京都港区芝公園3-5-8 機械振興会館4階

## 沿革
- 1948年6月17日　産業機械協会として創立
- 1957年4月22日　日本産業機械工業会と改称
- 1967年7月1日　社団法人に改組

## 関連団体
- 日本建設機械工業会